# UC-87
UC-87 – niemiecki podwodny stawiacz min z okresu I wojny światowej, jedna z 88 zamówionych jednostek typu UC III. Zwodowany w 1918 roku w stoczni AG Weser w Bremie, nie został nigdy ukończony i złomowano go na pochylni w 1919 roku.

## Projekt i budowa
Podwodne stawiacze min typu UC III były lekko ulepszoną wersją swoich poprzedników (typu UC II), zaprojektowaną w celu uzupełnienia wojennych strat tych ostatnich i likwidacji wad zauważonych podczas eksploatacji. Powiększono minimalnie wymiary, wyporność i moc układu napędowego, zwiększono liczbę członków załogi, zainstalowano działo pokładowe o większym kalibrze (10,5 cm), zwiększono maksymalną głębokość zanurzenia do 75 metrów, skrócono czas alarmowego zanurzenia do 15 sekund, zmniejszono natomiast ilość przewożonych min do 14 sztuk. Łącznie zamówiono 88 jednostek tego typu, jednak do zakończenia działań wojennych do służby przyjęto jedynie 16 okrętów . 
UC-87 zamówiony został w czerwcu 1917 roku jako jedna z 39 jednostek z I serii okrętów typu UC III (numer projektu 41a, nadany przez Inspektorat U-Bootów), w ramach wojennego programu rozbudowy floty. Budowany był w stoczni AG Weser w Bremie jako jeden z trzech okrętów typu UC III zamówionych w tej wytwórni . UC-87 otrzymał numer stoczniowy 320 (Werk 320) . Stępkę okrętu położono w 1917 roku, a zwodowany został w roku 1918 .

## Dane taktyczno-techniczne
UC-87 był średniej wielkości przybrzeżnym okrętem podwodnym o konstrukcji dwukadłubowej. Długość całkowita wynosiła 56,1 metra, szerokość 5,54 metra i zanurzenie 3,66 metra . Wykonany ze stali kadłub sztywny miał 42,2 metra długości i 3,65 metra szerokości . Wysokość (od stępki do szczytu kiosku) wynosiła 7,98 metra . Wyporność w położeniu nawodnym wynosiła 480 ton, a w zanurzeniu 566 ton . Okręt napędzany był na powierzchni przez dwa 6-cylindrowe, czterosuwowe silniki Diesla Körting o łącznej mocy 580 KM, a pod wodą poruszał się dzięki dwóm silnikom elektrycznym SSW o łącznej mocy 770 KM . Dwa wały napędowe poruszające dwoma śrubami zapewniały prędkość 11,5 węzła na powierzchni i 6,6 węzła w zanurzeniu. Zasięg wynosił 9 850 Mm przy prędkości 7 węzłów w położeniu nawodnym oraz 40 Mm przy prędkości 4,5 węzła pod wodą. Zbiorniki mieściły 77 ton paliwa. Dopuszczalna głębokość zanurzenia wynosiła 75 metrów, a czas zanurzenia 15 sekund.
Głównym uzbrojeniem okrętu było 14 min kotwicznych typu UC/200 w sześciu skośnych szybach minowych o średnicy 100 cm, usytuowanych w podwyższonej części dziobowej. Uzbrojenie uzupełniały dwie zewnętrzne wyrzutnie torped kalibru 500 mm (strzelające w kierunku dziobu, umiejscowione na pokładzie na śródokręciu po obu stronach kiosku), jedna wewnętrzna wyrzutnia torped kal. 500 mm na rufie (z łącznym zapasem 7 torped) oraz umieszczone przed kioskiem działo pokładowe kal. 10,5 cm Utof C/16 L/45, z zapasem amunicji wynoszącym 150 naboi .
Załoga okrętu składała się z 3 oficerów oraz 29 podoficerów i marynarzy.

## Losy jednostki
Budowa UC-87 nie została zakończona do momentu podpisania rozejmu w Compiègne, w związku z czym nie wszedł on nigdy do służby w Kaiserliche Marine . U-Boot został w 1919 roku złomowany bezpośrednio na pochylni, na której był budowany .